# Чамба (префектура)
Префектура Чамба (фр. Préfecture de Tchamba) — префектура, розташована в Центральному регіоні Того. Центр префектури — однойменне місто Чамба. Префектура складається з 3 комун, що діляться на 10 кантонів.

## Населення

Коммуни префектури Чамба

За оцінкою перепису 2022 року, в регіоні проживає 200 585 жителів. 82% населення проживають у сільській місцевості.
| Комуна  | Населення (2022) |
| ------- | ---------------- |
| Чамба 1 | 82 451           |
| Чамба 2 | 64 930           |
| Чамба 3 | 53 204           |